# پل آکینادا
پل آکینادا (安芸灘大橋 Akinada Ō-hashi) یک پل معلق در کوره، هیروشیما، ژاپن است که از دریای داخلی ستو می‌گذرد. این پل در سال ۱۹۹۹ تکمیل شد و طول کلی آن ۷۵۰ متر (۲٬۴۶۰ فوت) است. این سازه توسط شرکت ساختمانی پنتا-اوشن با هزینهٔ ۵۰ میلیارد ین ساخته شده‌است.

## بررسی اجمالی
این پل در ۱۸ ژانویهٔ ۲۰۰۰ برای عبور و مرور و استفادهٔ عمومی افتتاح شد. این پل بخشی از جاده ۷۴ استان هیروشیما است؛ مسیری که از هونشو آغاز می‌شود و پس از گذر از دریای داخلی ستو از طریق پل آکینادا، به جزیرهٔ شیمو-کاماگاری در جنوب می‌رسد. این پل توسط شرکت جاده‌های هیروشیما اداره می‌شود. آکینادا طولانی‌ترین پل نگهداری‌شده توسط یک استان در ژاپن است.